# Вихров, Иван Григорьевич
Иван Григорьевич Вихров (1918—1996) — участник Великой Отечественной войны, командир орудия 1030-го артиллерийского полка (78-я стрелковая дивизия, 27-я армия, 3-й Украинский фронт), старший сержант. Герой Советского Союза.

## Биография
Родился в семье крестьянина. Русский.
Образование начальное среднее. Работал трактористом в колхозе.
В Красной Армии с 1938 года. Участник боёв на реке Халхин-Гол в 1939 году. В боях в Великую Отечественную войну — с 1942 года. Член ВКП(б)/КПСС с 1943 года.
Командир орудия 1030-го артиллерийского полка старший сержант Иван Вихров 10—12 марта 1945 года занимал огневую позицию на командной высоте в районе населённого пункта Тюкреш (восточнее озера Веленце, Венгрия). Отражая вражеские атаки, его расчёт уничтожил 4 танка, 2 штурмовых орудия, десятки гитлеровцев. Вихров лично подбил 2 танка и 2 штурмовых орудия.
После войны старшина Вихров был демобилизован. Вернулся на родину, продолжил работу в колхозе. Жил в Даниловке, где умер 12 мая 1996 года.

## Награды
- Звание Героя Советского Союза присвоено 29 июня 1945 года[2].
- Награждён орденами Ленина, Отечественной войны 1 степени, Красной Звезды и Славы 3 степени
- медали, в том числе:
  - две медали «За отвагу» (20.10.1943, 20.8.1944)[3]
  - «30 лет Халхин-Гольской Победы» (15.8.1969)[3]
  - «50 лет Монгольской Народной Армии» (15.3.1971)[3].